# Helmut Fellmer
Helmut Fellmer (* 28. Mai 1908 in Dresden; † 20. März 1977 in Hamburg) war ein deutscher Kapellmeister, Dirigent und Chordirektor.

## Leben
1934 wurde Fellmer Kapellmeister am Landestheater in Altenburg, wo er bis März 1938 und seiner Berufung an die Kaiserlich-japanische Ueno-Akademie für Musik wirkte. Am 15. November 1937 beantragte er die Aufnahme in die NSDAP und wurde rückwirkend zum 1. Mai desselben Jahres aufgenommen (Mitgliedsnummer 5.485.733). In Tokio war er als Dirigent und Lehrer für Komposition tätig. 1940 führte er dort die von Richard Strauss komponierte Festmusik zur Feier des 2600-jährigen Bestehens des Kaiserreichs Japan auf. 1947 musste er Japan auf Betreiben der Amerikaner verlassen.
1957 übernahm er interimistisch für ein Jahr die Leitung der Bergischen Symphoniker.
Von 1965 bis 1974 war Fellmer Chordirektor an der Hamburgischen Staatsoper. Dann setzte er sich zur Ruhe und starb drei Jahre später in Hamburg.
Er liegt auf dem St.-Pauli-Friedhof in Dresden begraben.